# Progomphus borealis
Progomphus borealis là loài chuồn chuồn trong họ Gomphidae. Loài này được McLachlan in Selys mô tả khoa học đầu tiên năm 1873.